# Ахремчик Іван Йосипович
Іва́н Йо́сипович Ахре́мчик (* 16 грудня 1903 — † 9 березня 1971) — білоруський живописець. Народний художник Білоруської РСР (з 1949).

## Біографія
Закінчив Московський художньо-технічний інститут (1930). Працював у галузі станкового та монументального живопису. 
В 1930-х роках написав картини «Прихід червоних до Мінська», «Осинторф». У післявоєнний період створив розписи в фоє театрів юного глядача і оперного та (разом з Г. Давидовичем) у залі Білоруського товариства культурного зв'язку із закордоном у Мінську.
Найвідомішими творами станкового живопису Ахремчика є картина «Оборона Берестейської фортеці», портрет народного артиста СРСР Г. Глєбова.